# Ludwig von Bertalanffy
Karl Ludwig von Bertalanffy (Atzgersdorf (tegenwoordig deel van Wenen), 19 september 1901 – New York, 12 juni 1972) was een Oostenrijkse bioloog en is bekend geworden door zijn werk op het gebied van de theoretische biologie en als een van de grondleggers van de algemene systeemtheorie.

## Algemeen
Ludwig von Bertalanffy werd geboren in 1901 als telg van een oud Hongaars geslacht. Na zijn schooltijd te Azgersdorf studeerde hij vanaf 1918 eerst kunstgeschiedenis en filosofie aan de Universiteit van Innsbruck, en later biologie aan de Universiteit van Wenen. Hier was hij student van de filosoof Moritz Schlick, een van de grondleggers van de Wiener Kreis. In 1926 sloot Bertalanffy zijn studie af met een dissertatie over de Duitse filosoof Gustav Theodor Fechner. Twee jaar later publiceerde hij zijn eerste boek over theoretische biologie.
Van 1934 tot 1948 was Bertalanffy als docent en later hoogleraar verbonden aan de Universiteit van Wenen. Door de oorlog berooid, vertrok hij in 1948 naar Canada en werd hoogleraar aan de Universiteit van Alberta in Edmonton (Canada) en directeur van een biologisch medisch instituut. Van 1950 tot 1954 werkte hij als hoogleraar aan de Universiteit van Ottawa, van 1955 tot 1958 aan the Mount Sinai Hospital in Los Angeles, van 1961 tot 1968 weer in Alberta en van 1969 tot 1972 aan de State University of New York.
In 1951 nam Bertalanffy met Carl Gustav Hempel, R.E. Bass en H. Jonas deel aan het symposium General system theory – A new approach to unity of science. In 1956 was hij een van de oprichters en vicepresident van de Society for General Systems Research, die in 1984 overging in de ISSS International Society for the Systems Sciences. Bertalanffy is samen met Anatol Rapoport jaren redacteur geweest van het General Systems Yearbook.

## Wetenschappelijke ontwikkeling
Bertalanffy heeft onderzoek verricht in theoretische biologie, vergelijkende fysiologie, biofysica, kanker en psychologie, wetenschapsfilosofie en algemene systeemtheorie.
De denkbeelden van Bertalanffy over systeemtheorie hebben zich in de loop van decennia ontwikkeld. In de jaren dertig van de 20e eeuw formuleerde hij een 'organismische' systeemtheorie. In de jaren veertig werkte hij eerst aan een theorie van open systemen en later aan algemene theorie van systemen. Vanaf 1945 heeft hij hier hierover een reeks artikelen gepubliceerd, maar het heeft tot 1968 geduurd voordat hij zijn ideeën hierover bundelde in z'n hoofdwerk General System theory: Foundations, Development, Applications.
Bertalanffy zag in de systeemtheorie een van de belangrijkste theoretische en methodologische reoriëntaties in de hedendaagse natuurkundige, biologische en sociale wetenschappen.

### Algemene systeemtheorie
Bertalanffy heeft zich in de jaren dertig beziggehouden met "de bestudering van het organisme als een zogenaamd 'open systeem'. Met de verdere ontwikkeling van dit concept kwam hij tot het inzicht, dat "zich in diverse wetenschappen vergelijkbare problemen voordoen, die mogelijk met dezelfde modellen kunnen worden opgelost".
Bertalanffy voorzag de ontwikkeling algemene systeemtheorie, waarin het mogelijk zou worden isomorfe begrippen, wetten en modellen uit de diverse wetenschappen vast te leggen. Het besef hiervan zou volgens hem de onderlinge wisselwerking en communicatie tussen de wetenschappen mogelijk maken en zo iets van een "eenheid van wetenschap" te realiseren.

### Society for General Systems Research
In 1952 richtte hij met enige verwante denkers zoals Kenneth E. Boulding, Ralph W. Gerard en Anatol Rapoport de "Society for the Advancement of General Systems Theory" op, die in 1957 omgedoopt werd tot de Society for General Systems Research. Centraal in dit genootschap was het streven tot de ontwikkeling van een algemene systeemtheorie.

## Publicaties
Bertalanffy publiceerde meer dan 200 artikelen over theoretische biologie en algemene systeemtheorie en schreef een tiental boeken. Zijn werk is vertaald in het Duits, Engels, Frans, Spaans, Zweeds, Japans en Nederlands. Zijn boeken:
- 1928, Kritische theorie der Formbildung, Borntraeger. In het Engels uitgegeven als: Modern Theory of Development, Harper: New York, 1932
- 1937, Das Gefüge des Lebens, Leipzig.
- 1940, Vom Molekül zur Organismenwelt, Potsdam.
- 1949, Das biologische Weltbild, Europeische Rundschau: Bern. In het Engels uitgegevens als: Problems of Life, New York, 1952.
- 1953, Biophysik des Fliessgleichgewichts, Braunschweig i.s.m. W. Beier & R. Laue.
- 1967, Robots, Men and Minds, New York
- 1968, General System Theory: Foundations, Development, Applications, George Braziller: New York.
- 1968, The Organismic Psychology and Systems Theory, Worcester
- 1975, Perspectives on General Systems Theory. Scientific-Philosophical Studies, E. Taschdjian (eds.), George Braziller: New York.
- 1981, A Systems View of Men, Paul A. LaViolette (ed.), Westview Press: Boulder (Colorado).

De eerste artikelen van Bertalanffy over de systeemtheorie:
- 1945, 'Zu einer allgemeinen Systemlehre', Blätter für deutsche Philosophie, 3/4. (Extract in: Biologia Generalis, 19 (1949), 139-164.
- 1950, 'An Outline of General System Theory', British Journal of Philosophy of Science 1, p. 139-164
- 1951, 'General system theory – A new approach to unity of science' (Symposium), Human Biology, Dec 1951, Vol. 23, p. 303-361.